# قهوة اللوز
قهوة اللوز أو القهوة البيضاء أو القهوة الحلوة مشروب تقليدي مشهور غرب المملكة العربية السعودية (الحجاز)، ويطلق عليها أيضا القهوة الحجازية. تتكون من دقيق الأرز واللوز، والحليب مع السكر مع إضافة الهيل. ترتبط القهوة الحجازية بدخول السنة الهجرية، حيث يتم إعدادها من قبل الأمهات في الأول من شهر محرم مطلع العام الجديد، وتُقدم في اجتماعات الأهل والأصدقاء.
تُقدم قهوة اللوز أيضا بمناسبة (الشعبنة)، وهي احتفاليةٌ تقام في الأسبوع الأخير من شهر شعبان، استعدادًا لاستقبال شهر رمضان عند أهالي المنطقة الغربية مكة والمدينة المنورة، وجدة وينبع والطائف. وسُميت قهوة اللوز بالقهوة البيضاء بسبب لونها الأبيض، ويحرص الناس على تناولها في هذا الوقت، خاصة من باب الفأل والاستبشار بسنة جديدة بيضاء بحسب اعتقادهم.

## المكونات
- كوب حليب مجفف.
- نصف كوب من اللوز.
- 3 أكواب من الماء.
- 3 ملاعق طعام من السكر.
- ملعقة ونصف من دقيق الذرة.
- ملعقة صغيرة من الهيل المطحون.
- رشة اختيارية من القرفة.
- قطرتان من روح اللوز.[4]

## طريقة التحضير
يُذاب دقيق الذرة في الماء ثم يمزجان مع الحليب قبل التسخين، يضاف اللوز وروح اللوز والسكر والهيل، يقلب المزيج أثناء ذلك حتى الغليان واشتداد قوامه، يوضع في أكواب ويقدم ساخنا، وترش بودرة القرفة على الوجه. قد تختلف الإضافات فالبعض يضيف قهوة سريعة التحضير للمكونات، والبعض يفضل اللوز مجروشًا أو مطحونًا أو غير مقشر.